# Smiling Buddha
Smiling Buddha (en català: Buda somrient), o Pokhran-I segons la designació del Ministeri d'Afers Exteriors (MEA) de l'Índia, va ser el nom en clau assignat al primer assaig amb èxit d'arma nuclear el 18 de maig de 1974. La bomba va ser detonada subterràniament a la base militar Pokhran Test Range, al desert de Thar, a l'estat de Rajasthan, sota la supervisió dels generals més destacats de l'exèrcit de l'Índia.
Pokhran-I també va ser el primer test d’armes nuclears confirmat per una nació fora dels cinc membres permanents del Consell de Seguretat de les Nacions Unides. Oficialment, el MEA va considerar aquesta prova com una «explosió nuclear pacífica».

## Història

### Els inicis: 1944-1960
L'Índia va iniciar el seu propi programa nuclear el 1944, quan Homi Jehangir Bhabha va fundar l'Institut Tata de Recerca Fonamental. El físic Raja Ramanna va tenir un paper essencial en la investigació tecnològica sobre armes nuclears; va ampliar i supervisar la investigació científica i va ser el primer director del reduït equip de científics que va supervisar i realitzar la prova.
Després de la independència índia de l’Imperi britànic, el primer ministre indi Jawaharlal Nehru va autoritzar el desenvolupament d’un programa nuclear encapçalat per Homi Jehangir Bhabha. La llei sobre l'energia atòmica de 1948 es va centrar en el desenvolupament pacífic. L'Índia va estar fortament involucrada en el desenvolupament del Tractat de No Proliferació Nuclear, però finalment va optar per no signar-lo.
| « | Hem de desenvolupar aquesta energia atòmica molt al marge de la guerra; de fet, crec que hem de desenvolupar-la per utilitzar-la amb finalitats pacífiques. ... Per descomptat, si ens veiem obligats com a nació a utilitzar-la per a altres propòsits, possiblement cap sentiment piadós de ningú de nosaltres frenarà la nació d'utilitzar aquest camí. — Jawaharalal Nehru, primer ministre de l'Índia, 1946 | » |

El 1954, Homi Jehangir Bhabha va dirigir el disseny del programa nuclear i la producció d’armes. Es van encarregar dos importants projectes d’infraestructura. La primera instal·lació d’energia atòmica Trombay Atomic Energy Establishment a Bombai i la creació d'un secretariat governamental, Departament d’Energia Atòmica (DAE), del qual Bhabha va ser el primer secretari. Entre 1954 i 1959, el programa nuclear va créixer ràpidament. El 1958, la DAE tenia un terç del pressupost de defensa amb finalitats de recerca. El 1954, l’Índia va arribar a un acord verbal amb el Canadà i els Estats Units en el marc del programa Atoms for Peace; El Canadà i els Estats Units finalment van acordar proporcionar i instal·lar el reactor d’investigació CIRUS també a Trombay. L’adquisició del CIRUS va ser un esdeveniment en proliferació nuclear amb el compromís entre l’Índia i els Estats Units que el reactor només s’utilitzaria per a propòsits pacífics. CIRUS era una instal·lació ideal per desenvolupar un dispositiu de plutoni i, per tant, Nehru es va negar a acceptar combustible nuclear del Canadà i va iniciar el programa per desenvolupar un cicle autòcton de combustible nuclear.
El juliol de 1958, Nehru va autoritzar el Projecte Phoenix per construir una planta de reprocessament amb una capacitat de 20 tones de combustible a l'any - una mida que coincidia amb la capacitat de producció del reactor CIRUS. La planta va utilitzar el procés PUREX i va ser dissenyada per la firma estatunidenca Vitro International. La construcció de la planta de plutoni es va iniciar a Trombay el 27 de març de 1961 i es va autoritzar a mitjans de 1964.
El programa nuclear va continuar madurant i, cap al 1960, Nehru va prendre la decisió crítica de traslladar el programa a la producció. Aproximadament al mateix temps, Nehru va mantenir negociacions amb la companyia nord-americana Westinghouse Electric per construir la primera central nuclear de l'Índia a Tarapur, Maharashtra. Kenneth Nichols, enginyer de l'exèrcit dels Estats Units, recordava les paraules de la seva reunió amb Nehru, «va ser aquell moment quan Nehru va girar cap a Bhabha i li va demanar el calendari del desenvolupament d'una arma nuclear». Bhabha va calcular que necessitaria aproximadament un any per complir el treball.
Cap al 1962, el programa nuclear encara estava en desenvolupament, però a un ritme lent. Nehru prioritzava la guerra sino-índia, durant la qual l'Índia va perdre territori davant la Xina. Nehru va sol·licitar ajut a la Unió Soviètica, però la Unió Soviètica estava plenament ocupada en la crisi dels míssils cubans. El Politburó soviètic va rebutjar la sol·licitud d'armes de Nehru i va continuar donant suport als xinesos. L’Índia va concloure que la Unió Soviètica era un aliat poc fiable i aquesta conclusió va reforçar la determinació de l’Índia de crear un element dissuasiu nuclear. Els treballs de disseny es van iniciar el 1965 amb Bhabha i van continuar sota la direcció de Raja Ramanna que es va fer càrrec del programa després de la mort del primer.

### El desenvolupament d’armes nuclears: 1967–1972
Bhabha pressionava insistentment per fer armes nuclears i va fer diversos discursos a la ràdio índia. El 1964, Bhabha es va dirigir a la població a través de la ràdio afirmant que «aquestes armes nuclears són notablement barates» i va sostenir els seus arguments fent referència al cost econòmic del programa de proves nuclears nord-americanes (projecte Plowshare). Bhabha va informar els polítics que un dispositiu de 10 kt costaria al voltant de 350.000 dòlars, i 600.000 dòlars per un de 2 mt. A partir d'aquestes dades, va estimar que un estoc de prop de 50 bombes atòmiques costaria menys de 21 milions de dòlars i que un estoc de 50 bombes d'hidrogen de dos megatones costaria al voltant de 31,5 milions de dòlars. Bhabha no va considerar, però, que als EUA, les xifres de costos de plowshare eren produïdes per un vast complex industrial que costava desenes de milers de milions de dòlars i que ja havia fabricat desenes de milers d'armes nuclears. Els sistemes de lliurament d'armes nuclears solen costar diverses vegades més que les armes pròpies.
El programa nuclear es va alentir parcialment quan Lal Bahadur Shastri es va convertir en primer ministre. El 1965, Shastri va haver d'afrontar una altra guerra amb el Pakistan. Shastri va nomenar el físic Vikram Sarabhai com a cap del programa nuclear, però a causa de les seves creences gandianes, Sarabhai va dirigir el programa cap a finalitats pacífiques en lloc de desenvolupament militar.
El 1967, Indira Gandhi es va convertir en primera ministra i el programa nuclear va reprendre's amb un renovat vigor. Homi Sethna, un enginyer químic, va tenir un paper important en el desenvolupament del plutoni com a arma, mentre que Ramanna va dissenyar i fabricar tot el dispositiu nuclear. El primer projecte de bomba nuclear no va utilitzar més de 75 científics per la seva sensibilitat. El programa d’armes nuclears es dirigia ara cap a la producció de plutoni més que d’urani.
El 1968–69, P. K. Iyengar va visitar la Unió Soviètica amb tres col·legues i va recórrer les instal·lacions de recerca nuclear a Dubnà, Rússia. Durant la seva visita, Iyengar va quedar impressionat pel reactor ràpid impulsat amb combustible de plutoni. Al seu retorn a l'Índia, Iyengar va començar a desenvolupar reactors de plutoni aprovats per la direcció política índia el gener de 1969. La planta secreta de plutoni era coneguda com a Purnima, i la construcció va començar el març de 1969. El lideratge de la planta va incloure Iyengar, Ramanna, Homi Sethna i Sarabhai. La presència de Sarabhai indica que, amb aprovació formal o sense, els treballs sobre armes nuclears a Trombay havien començat.

### La seguretat i els preparatius per a proves: 1972–1974
L’Índia va continuar protegint sentiments ambivalents sobre les armes nuclears i va concedir poca prioritat a la seva producció fins a la guerra indopakistanesa de 1971. El desembre de 1971, Richard Nixon va enviar un grup aeronaval dirigit pel portaavions USS Enterprise (CVN-65) a la badia de Bengala en un intent d’intimidar l’Índia. La Unió Soviètica va respondre enviant de Vladivostok un submarí armat amb míssils nuclears per rastrejar el grup aeronaval dels Estats Units. La resposta soviètica va demostrar el valor dissuasiu i la importància de les armes nuclears i els submarins de míssils balístics a Indira Gandhi. L'Índia va guanyar la iniciativa militar i política sobre Pakistan després d'accedir al tractat que va dividir Pakistan en dues entitats polítiques diferents.
El 7 de setembre de 1972, prop del moment àlgid de la seva popularitat després de la guerra, Indira Gandhi va autoritzar el Bhabha Atomic Research Center (BARC) a fabricar un dispositiu nuclear i preparar-lo per a una prova. Tot i que l'exèrcit indi no estava completament implicat en les proves nuclears, el màxim comandament de l'exèrcit es va mantenir plenament informat dels preparatius de la prova. Els preparatius es van dur a terme sota l'atenta mirada del lideratge polític indi, amb científics civils assistint a l'exèrcit indi.
El dispositiu fou anomenat formalment explosiu nuclear pacífic, però se'l coneixia com a Buda Somrient (Smiling Buddha). El dispositiu va ser detonat el 18 de maig de 1974, Buddha Jayanti (dia festiu a l'Índia pel naixement de Siddharta Gautama). Indira Gandhi va mantenir un estricte control de tots els aspectes dels preparatius del test Smiling Buddha, que es va realitzar en un secret extrem; a més de Gandhi, només es va informar els consellers Parmeshwar Haksar i Durga Dhar. L'estudiant Raj Chengappa afirma que el ministre de Defensa indi, Jagjivan Ram, no se'l va informar d’aquest test i només el va conèixer després de la seva realització. Swaran Singh, ministre d'Afers Exteriors, va rebre l'avís amb 48 hores d'antelació. L'administració d'Indira Gandhi no va ocupar més de 75 científics civils, mentre que el general G. G. Bewoor, cap de l'estat major de l'exèrcit, i el comandant de la Indian Western Command van ser els únics comandants militars informats.

### Els equips i llocs de desenvolupament
El cap de tot aquest projecte de bomba nuclear va ser el director del BARC, Raja Ramanna. Als anys posteriors, el seu paper en el programa nuclear quedaria més intensament integrat, ja que es va mantenir com a cap del programa nuclear la major part de la seva vida. El dissenyador i creador de la bomba va ser P. K. Iyengar, que va ser el segon a comandar aquest projecte. El treball d’Iyengar va comptar amb l’assistència de l'enginyer en cap, R. Chidambaram, i de Nagapattinam Sambasiva Venkatesan, del Laboratori d’investigació en Balística Terminal, que va desenvolupar i fabricar el sistema d’alta implosió explosiva. Els materials explosius i el sistema de detonació van ser desenvolupats per Waman Dattatreya Patwardhan, del Laboratori d’Investigació d’Alta Energia.
El projecte global va ser supervisat per l'enginyer químic Homi Sethna, president de la Comissió d’Energia Atòmica de l’Índia. Chidambaram, que després coordinaria els treballs de les proves Pokhran-II, va començar a treballar en l'equació d'estat del plutoni a finals de 1967 o principis de 1968. Per preservar el secret, el projecte no va utilitzar més de 75 científics i enginyers entre 1967 i 1974. Abdul Kalam també va arribar al lloc de la prova com a representant de la Defence Research and Development Organisation (DRDO).
El dispositiu era del disseny del tipus implosió i tenia una gran semblança amb la bomba nuclear estatunidenca anomenada Fat Man. El sistema d’implosió es va muntar al Terminal Ballistics Research Laboratory (TBRL) del DRDO a Chandigar. El sistema de detonació es va desenvolupar al Laboratori d’Investigació d’Alta Energia (HEMRL) del DRDO a Poona, estat de Maharashtra. Els 6 kg de plutoni provenien del reactor CIRUS del BARC. La font de neutrons era del tipus poloni – beril·li i el seu nom en codi era Flower. La bomba nuclear completa va ser dissenyada i finalment muntada per enginyers indis a Trombay abans del seu transport al lloc de la prova.

## Disseny d’armes nuclears

### Secció transversal
El dispositiu completament muntat tenia una secció hexagonal d'1,25 metres de diàmetre i pesava 1400 kg. El dispositiu es muntava en un trípode hexagonal de metall i es transportava a l'eix sobre uns raïls que l'exèrcit mantenia cobert de sorra. El dispositiu va ser detonat quan Dastidar va prémer el botó de tret a les 8.05 hores de la matinada; es trobava en un eix a 107 m sota la gamma de proves de l'exèrcit Pokhran al desert de Thar (o Gran Desert Índic), Rajasthan.

### Polèmica sobre el rendiment
El rendiment nuclear d'aquesta prova segueix sent controvertit, amb dades poc clares facilitades per fonts índies, tot i que els polítics indis han proporcionat a la premsa del país un rang de 2 kt a 20 kt. El rendiment oficial es va establir inicialment en 12 kt, elevat posteriorment a 13 kt. Les dades sísmiques independents de l'exterior i l'anàlisi de les característiques del cràter indiquen una xifra més baixa. Els analistes solen estimar el rendiment entre 4 i 6 kt, utilitzant fórmules convencionals de conversió de magnitud sísmica a rendiment. En els últims anys, tant Homi Sethna com P. K. Iyengar han reconegut que el rendiment oficial era una exageració.
Iyengar ha afirmat diverses vegades que el rendiment era de 8 a 10 kt, que el dispositiu estava dissenyat per obtenir 10 kt i que el rendiment era de 8 kt «exactament com estava previst». Tot i que les lleis d’escalació sísmica condueixen a un rang estimat de rendiment entre 3,2 kt i 21 kt, [16] una anàlisi dels efectes de cràter de roca dura suggereix un rang estret d’uns 8 kt per al rendiment, que es troba dins de la incertesa de l'estimació del rendiment sísmic.

## Conseqüències

### Reacció domèstica
La primera ministra índia, Indira Gandhi, ja havia obtingut molta popularitat i publicitat després de la seva exitosa campanya militar contra el Pakistan a la guerra de 1971. La popularitat i la imatge general del Partit del Congrés es van millorar i va ser ben rebut al Parlament de l'Índia. El 1975, Homi Sethna, enginyer químic i president de la Comissió Índia d'Energia Atòmica (AECI), Raja Ramanna de BARC, i Basanti Nagchaudhuri de DRDO, van ser honorats amb el Padma Vibhushan, el segon premi civil més gran de l'Índia. Cinc altres membres del projecte van rebre el Padma Shri, el quart premi més gran civil de l'Índia. L’Índia va mantenir constantment que es tractava d’un test pacífic amb bomba nuclear i que no tenia intencions de militaritzar el seu programa nuclear. Tot i això, segons observadors independents, aquesta prova formava part d'un programa nuclear accelerat de l'Índia. El 1997, Raja Ramanna, parlant amb el Press Trust of India, va declarar:
| « | La prova de Pokhran va ser una bomba, us ho puc dir ara .... una explosió és una explosió, una pistola és una pistola, ja sigui que dispareu a algú o dispareu a terra .... només vull deixar clar que la prova no va ser tan pacífica. – Raja Ramanna, 1997 | » |

### Reacció internacional
Si bé l’Índia continuava afirmant que la prova era amb finalitats pacífiques, es va trobar amb molta oposició. El Grup de Proveïdors Nuclears (NSG) va reaccionar a les proves de l'Índia tot comprovant la proliferació nuclear internacional. El NSG va decidir el 1992 requerir salvaguardes a l'AIEA per a qualsevol nou acord d'exportació nuclear, que descartés les exportacions nuclears a l'Índia, però el 2008 va renunciar a aquesta restricció sobre el comerç nuclear amb l'Índia com a part dels acords nuclears civils entre els Estats Units i l'Índia.

### Pakistan
El Pakistan no va veure la prova com una «explosió nuclear pacífica» i va cancel·lar les converses previstes el 10 de juny sobre la normalització de les relacions. El primer ministre pakistanès Zulfikar Ali Bhutto va declarar el juny de 1974 que mai no sucumbiria al «xantatge nuclear» ni acceptaria «l'hegemonia o la dominació índia sobre el subcontinent». El president de la Comissió d'Energia Atòmica del Pakistan, Munir Ahmed Khan, va dir que la prova obligaria el Pakistan a produir la seva pròpia bomba nuclear. El principal físic nuclear del Pakistan, Pervez Hoodbhoy, va declarar el 2011 que creia que la prova "va empènyer (Pakistan) cap a l'arena nuclear".

### Canadà i els Estats Units
El plutoni utilitzat en la prova es va crear al reactor CIRUS subministrat pel Canadà i amb aigua pesant subministrada pels Estats Units. Tots dos països van reaccionar negativament, sobretot a la vista de les negociacions en curs sobre el Tractat de No Proliferació Nuclear i l'ajuda econòmica que ambdós països havien proporcionat a l'Índia. El Canadà va concloure que el test violava un acord de 1971 entre els dos estats i va congelar l'assistència d'energia nuclear per als dos reactors d'aigua pesant que es trobaven en construcció. Els Estats Units van arribar a la conclusió que la prova no violava cap acord i va procedir amb un enviament d'urani enriquit el juny de 1974 per al reactor de Tarapur.

### França
França va enviar un telegrama de felicitació a l'Índia, però després el va retirar.

## Explosions nuclears posteriors
Malgrat moltes propostes, l’Índia no va dur a terme més proves nuclears fins al 1998. Després de les eleccions generals de 1998, l’operació Shakti (també coneguda com a Pokhran-II) es va dur a terme al lloc de proves de Pokhran, utilitzant dispositius dissenyats i construïts durant les dues dècades precedents.